# 章复
章复（?—?），字季常，又作章厦，章夏之弟，宁国府宁国县（今安徽宁国县）人，南宋大臣。
宋徽宗宣和六年（1124年），章复中进士。初任上元县簿，升任丹阳令。因为督修练湖得法，改任宣教郎、常州教授。绍兴二十年（1150年）担任右正言，弹劾胡寅。后任监察御史。绍兴二十一年（1151年）九月试谏议大夫。十一月，弹劾参知政事余尧弼。绍兴二十二年（1152年）三月，试御史中丞。四月弹劾签书枢密院事巫伋，自己以端明殿学士签书枢密院事。九月被宋朴弹劾，以本职提举江州太平兴国宫，在枢密院才九十三日、绍兴二十六年（1156年）任太平、婺州知州。八十二岁时卒。